# Вулиця Бігуча
Вулиця Бігу́ча — одна з вулиць у місті Черкаси. Знаходиться у мікрорайоні Дахнівка.

## Розташування
Вулиця починається від вулиці 2-го Українського фронту і простягається спочатку на південь до вулиці Канівської. В центрі має невелике (140 метрів) відгалуження на схід. До вулиці примикають вулиці Глібова та Мальовнича, провулок Спортивний, а також перетинається з вулицею Сержанта Волкова.

## Опис
Вулиця неширока та неасфальтована, забудована приватними будинками.

## Історія
До 2016 року вулиця називалась на честь Героя Радянського Союзу Миколи Кузнецова, потім (22 лютого) в процесі декомунізації була перейменована на честь річки Бігуча, яка протікає мікрорайоном.